# Stethynium empoascae
Stethynium empoascae är en stekelart som beskrevs av Subba Rao 1966. Stethynium empoascae ingår i släktet Stethynium och familjen dvärgsteklar. Inga underarter finns listade i Catalogue of Life.